# Daiane dos Santos
Daiane Garcia dos Santos (Porto Alegre, 10 de fevereiro de 1983) é uma ex-ginasta brasileira que competiu em provas de ginástica artística. Conquistou nove medalhas de ouro em etapas de copas do mundo de ginástica artística.
Daiane foi a primeira ginasta brasileira, entre homens e mulheres, a conquistar uma medalha de ouro em uma edição do Campeonato Mundial. Daiane dos Santos fez parte da primeira seleção brasileira completa a disputar uma edição olímpica, nos Jogos de Atenas, repetindo a presença nas edições seguintes, nas Olimpíadas de Pequim e Olimpíadas de Londres.
Daiane possui ainda dois movimentos nomeados após ser a primeira  ginasta no mundo a realizá-los: o duplo twist carpado, ou Dos Santos I, e a evolução deste primeiro: o duplo twist esticado, ou Dos Santos II.

## Carreira
Em 1999, conquistou suas primeiras medalhas, na categoria sênior, ao competir no Pan-americano de Winnipeg: Prata no salto e bronze por equipes. Dois anos depois, Daiane disputou seu primeiro Mundial, o Campeonato de Gante, na Bélgica. Nele, encerrou em quinto lugar na final do solo.
Em 2003, aos vinte anos, mudou-se para a cidade de Curitiba e tornou-se novamente a medalhista de bronze por equipes no Pan-americano de Santo Domingo. Na sequência, competindo no Mundial de Anaheim, na Califórnia, conquistou a primeira medalha de ouro brasileira desta competição: Na final do solo, superou a romena Catalina Ponor e a espanhola Elena Gómez, executando, pela primeira vez, o movimento que recebeu seu nome – o duplo twist carpado ou Dos Santos , desenvolvido com o auxílio do técnico Oleg Ostapenko, seu treinador até então. No ano seguinte conquistou medalhas em etapas da Copa do Mundo e, lesionada, disputou as Olimpíadas de Atenas, na qual compareceu à final do solo e encerrou na quinta colocação. Apesar de não conquistar medalha, ao som de Brasileirinho, performou seu segundo movimento, intitulado Dos Santos II, a variação esticada do primeiro.

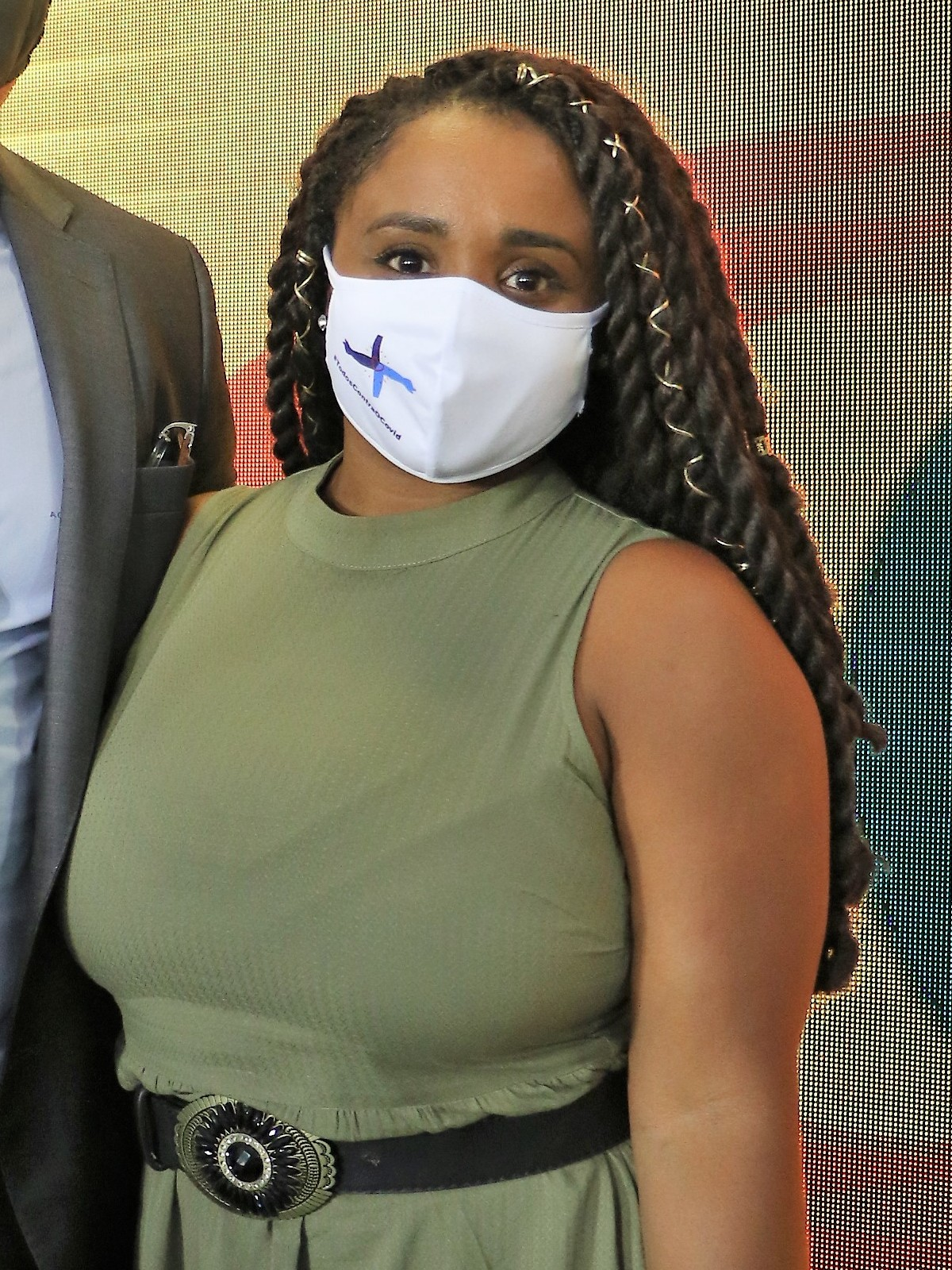
Dos Santos em 2021

No ano seguinte, conquistou medalhas em novas etapas da Copa do Mundo, embora não tenha conseguido tornar-se bicampeã do solo, na final realizada em Melbourne. Em 2006, adotou uma nova rotina e uma nova música – "Isto aqui o que é?", de Ari Barroso. Com ela conquistou medalhas em outras etapas da Copa. No Mundial de Aarhus, na Dinamarca, seguiu à final do solo e encerrou na quarta colocação. No fim do ano, em mais uma final de Copa do Mundo, a ginasta competiu novamente no solo e conquistou seu segundo ouro desta competição, ao superar ginastas como Cheng Fei e Elena Zamolodchikova. Em 2007, lesionada no tornozelo, disputou os Jogos Pan-Americanos do Rio de Janeiro e terminou como medalhista de prata, superada pela equipe norte-americana.
Ainda em 2007, a ginasta participou do projeto Raízes Afro-brasileiras - que revela a porcentagem da ancestralidade de um indivíduo – e descobriu ter uma porcentagem de ascendência europeia maior que a africana. Na ocasião, a atleta declarou que o importante era a brasilidade de todos. No ano seguinte, disputou os Jogos de Pequim – o segundo da carreira -, no qual foi a duas finais. Por equipes, a atleta, junto a suas companheiras, foi a primeira final coletiva na história da modalidade do Brasil, e encerrou a competição na oitava posição. Individualmente, foi a sexta colocada na final do solo. Em outubro, submeteu-se a uma cirurgia no joelho direito para alinhar a perna, desviada engularmente em dez graus.
Em 2009, afastada das competições, tornou a fazer uma cirurgia. Agora, para a retirada da placa de titânio posta na cirurgia anterior. Em 30 de outubro do mesmo ano, a Federação Internacional de Ginástica divulgou o resultado positivo do exame antidoping realizado em julho passado. Na amostra de urina da atleta, foi encontrado a substância furosemida, um diurético da alça, que consta na lista das drogas proibidas pela Agência Mundial Antidoping (WADA). Punida com cinco meses de suspensão, a ginasta manteve-se afastada das competições até julho de 2010, altura em que disputou o Campeonato Paulista, conquistando quatro medalhas de ouro, ao competir em todos os aparelhos após seis anos. Fora da equipe principal do país desde as Olimpíadas de 2008, foi reintegrada a seleção em maio de 2011.
Em 2012, após a competição de Londres, na qual teve o melhor desempenho da equipe brasileira e encerrou na 17.ª posição ainda na fase classificatória, e uma cirurgia no joelho, decidiu abandonar a ginástica artística e agora se dedica a ser empresária, promovendo projetos para atletas de alto desempenho e a cultura do esporte.

## Principais resultados
| Ano  | Evento                                        | AA                | Equipe            | Salto sobre o cavalo | Trave | Barras assimétricas | Solo              |
| ---- | --------------------------------------------- | ----------------- | ----------------- | -------------------- | ----- | ------------------- | ----------------- |
| 1999 | Jogos Pan-americanos                          |                   | Medalha de bronze | Medalha de prata     |       |                     | Medalha de bronze |
| 2001 | Campeonato Mundial de Ginástica Artística     |                   | 11º               |                      |       |                     | 5º                |
| 2001 | Universíada                                   |                   |                   |                      |       |                     | Medalha de prata  |
| 2003 | Jogos Pan-americanos                          | 10º               | Medalha de bronze |                      |       |                     |                   |
| 2003 | Copa do Mundo - Stuttgart                     |                   |                   | 5º                   |       | 6º                  | Medalha de ouro   |
| 2003 | Campeonato Brasileiro                         | Medalha de bronze |                   | Medalha de ouro      |       |                     | Medalha de prata  |
| 2003 | Campeonato Mundial de Ginástica Artística     |                   | 8º                |                      |       |                     | Medalha de ouro   |
| 2004 | Copa do Mundo - Cottbus                       |                   |                   | 4º                   |       | 9º                  | Medalha de ouro   |
| 2004 | Copa do Mundo - Lyon                          |                   |                   | Medalha de prata     |       |                     | Medalha de ouro   |
| 2004 | Copa do Mundo - Rio de Janeiro                |                   |                   | 4º                   |       |                     | Medalha de ouro   |
| 2004 | Jogos Olímpicos                               |                   | 9º                |                      |       |                     | 5º                |
| 2004 | Final da Copa do Mundo - Birmingham           |                   |                   |                      |       |                     | Medalha de ouro   |
| 2005 | Campeonato Mundial de Ginástica Artística     |                   |                   |                      |       |                     | 7º                |
| 2005 | Campeonato Brasileiro                         |                   |                   |                      |       |                     | Medalha de ouro   |
| 2005 | Universíada                                   |                   | 7º                |                      |       | 5º                  | Medalha de ouro   |
| 2006 | Final da Copa do Mundo - São Paulo            |                   |                   |                      |       | 7º                  | Medalha de ouro   |
| 2006 | Campeonato Mundial de Ginástica Artística     |                   | 7º                |                      |       |                     | 4º                |
| 2007 | Jogos Pan-americanos                          |                   | Medalha de prata  |                      |       |                     |                   |
| 2007 | Campeonato Mundial de Ginástica Artística     |                   | 5º                |                      |       |                     | 23º               |
| 2008 | Jogos Olímpicos                               |                   | 8º                |                      |       |                     | 6º                |
| 2011 | Copa do Mundo - Ghent                         |                   |                   |                      |       |                     | Medalha de bronze |
| 2011 | Jogos Pan-americanos                          |                   | 5º                |                      |       |                     |                   |
| 2012 | London Prepares (Evento Teste - Londres 2012) |                   | 4º                |                      |       |                     | Medalha de bronze |
| 2012 | Jogos Olímpicos                               |                   | 12º               |                      |       |                     |                   |

## Filmografia

### Televisão
| Ano  | Título                   | Personagem          | Notas        |
| ---- | ------------------------ | ------------------- | ------------ |
| 2022 | The Masked Singer Brasil | Participante (Ursa) | Temporada 2  |
| 2023 | Dança dos Famosos        | Participante        | Temporada 20 |

## Ancestralidade
Em 2007, submeteu-se a um exame de ancestralidade genética para descobrir seus ascendentes. Assim como resposta, Daiane apresentou as proporções equilibradas entre os três principais grupos que deram origem à população brasileira. A ex-atleta gaúcha tem 39,7% de ancestralidade africana, 40,8% europeia e 19,6% ameríndia. Santos é descendente de angolanos, portugueses, italianos e indígenas.
Em 2021, a ex-atleta gaúcha participou de um episódio da série Origens, onde teve sua ancestralidade revelada e atualizada: 66,1% africana, 19,3% europeia e 14,6% ameríndia. 